# Filipiny na Letnich Igrzyskach Paraolimpijskich 2012
Filipiny na Letnich Igrzyskach Paraolimpijskich 2012 w Londynie reprezentowało 9 zawodników. Był to piąty start reprezentacji Filipin na Letnich igrzyskach paraolimpijskich.

## Kadra

### Lekkoatletyka
Mężczyźni
| Zawodnik         | Konkurencja      | Kwalifikacje | Kwalifikacje | Finał | Finał   |
| Zawodnik         | Konkurencja      | Wynik        | Pozycja      | Wynik | Pozycja |
| ---------------- | ---------------- | ------------ | ------------ | ----- | ------- |
| Roger Tapia      | 100 m (T46)      | 11.75        | 6.           | NQ    | NQ      |
| Roger Tapia      | 200 m (T46)      | 23.74        | 3.           | NQ    | NQ      |
| Isidro Vildosola | 1500 m (T46)     | 4:30.42      | 7.           | NQ    | NQ      |
| Andy Avellana    | Skok wzwyż (F42) | —            | —            | 1.55  | 6.      |

Kobiety
| Zawodniczka   | Konkurencja             | Kwalifikacje | Kwalifikacje | Finał | Finał   |
| Zawodniczka   | Konkurencja             | Wynik        | Pozycja      | Wynik | Pozycja |
| ------------- | ----------------------- | ------------ | ------------ | ----- | ------- |
| Marites Burce | Rzut oszczepem (F54/56) | —            | —            | NM    | NM      |

### Pływanie
Kobiety
| Zawodnik  | Konkurencja             | Kwalifikacje | Kwalifikacje | Finał | Finał   |
| Zawodnik  | Konkurencja             | Czas         | Pozycja      | Czas  | Pozycja |
| --------- | ----------------------- | ------------ | ------------ | ----- | ------- |
| Bea Roble | 50 m st. dowolnym (S6)  | 47.24        | 20.          | NQ    | NQ      |
| Bea Roble | 100 m st. dowolnym (S6) | 1:41.27      | 20.          | NQ    | NQ      |

### Podnoszenie ciężarów
Mężczyźni
| Zawodnik      | Kategoria | Wynik                          | Pozycja |
| ------------- | --------- | ------------------------------ | ------- |
| Agustin Kitan | do 52 kg  | Nie zaliczył żadnego podejścia | –       |

Kobiety
| Zawodniczka     | Kategoria       | Wynik  | Pozycja |
| --------------- | --------------- | ------ | ------- |
| Achelle Guion   | do 44 kg        | 70 kg  | 6.      |
| Adeline Ancheta | powyżej 82,5 kg | 120 kg | 6.      |

### Tenis stołowy
| Zawodnik         | Konkurencja            | Eliminacje                                                | Eliminacje | Ćwierćfinał      | Półfinał               | Finał            | Mecz o 3. miejsce         | Mecz o 3. miejsce |
| Zawodnik         | Konkurencja            | Przeciwnik Wynik                                          | Pozycja    | Przeciwnik Wynik | Przeciwnik Wynik       | Przeciwnik Wynik | Przeciwnik Wynik          | Pozycja           |
| ---------------- | ---------------------- | --------------------------------------------------------- | ---------- | ---------------- | ---------------------- | ---------------- | ------------------------- | ----------------- |
| Josephine Medina | gra pojedyncza (kl. 8) | Mao Jiangdan P 0:3 Jane Rodrigues W 3:0 Aida Dahlen W 3:1 | 2. Q       |                  | Thu Kamkasomphou P 0:3 |                  | Josefin Abrahamsson P 0:3 | 4.                |